# Cabo de Hornos, Chile
Cabo de Hornos este o comună din provincia Antártica Chilena, regiunea Magallanes, Chile, cu o populație de 1.677 locuitori (2012) și o suprafață de 15853,7 km2.